# ライフプロモーション
ライフプロモーション（英: LIFE PROMOTION）は、東京都豊島区に本社を置く芸能プロダクション。

## 概要
主にAV女優のマネジメントを手掛けている。
Japan production guild（日本プロダクション協会）加盟プロダクション。

事務所の特徴
ライフプロモーションは、AV女優のキャリアマネジメントを専門とするプロダクションである。
設立当初からスカウトを使用せず、WebサイトやSNSを通じた応募を採用している。  
公式サイトには応募フォームが設置されており、オンラインから直接応募できる仕組みが整えられている。  
また、所属女優のセカンドキャリア支援や、SNSを活用したプロモーション活動にも力を入れている。  

ライフプロモーションは、所属女優の個性を重視したマネジメントを行っており、AVだけでなくピンク映画など幅広いジャンルで活動する女優も多い。  
主に20代・30代のAV女優を中心にマネジメントしており、40代以上のAV女優のマネジメントは、同社の別ブランドである40カラットが担当している。
公式サイトやYouTubeチャンネル、SNSなどで新人勧誘や自社の紹介だけでなくAV業界全体についての説明やスカウトの危険性の警告なども行っている。自社では現在スカウトや紹介などではなく自ら応募してきた者しか採用しないとしている。
2017年度（桃乃木かな）、2018年度（栄川乃亜）と2年連続してスカパー!アダルト放送大賞新人女優賞獲得者を輩出。
前述のように演技派と呼ばれる女優を多く抱え、一般テレビバラエティや映画出演なども積極的に行っているが、事務所内で演技レッスンなどは行っておらず、先輩後輩間で自然に共有されてきたことであるという。また、低身長（140cm台及び150cm台前半）の所属女優が多いが栄川乃亜によると狙って採用したわけではなく偶然であるとのこと（その中の1人の花鳥斗架は低身長女優が多い事が応募の一因である事を公式YouTubeのインタビューで明かしている）。
新型コロナウイルス感染拡大以降、メーカーやショップ主催イベントができなくなったため、オンラインイベントや事務所を使用したファンイベントを対策を取りながら行っている。
2021年より事務所名のついた冠テレビ番組『ライフTV』をCS放送・エンタ!959にて開始。
2022年2月23日、所属モデルの栄川乃亜、根尾あかり、もなみ鈴とクリエイティブディレクター・keisuke yonedaのポップアップストアイベントが東京・渋谷PARCOで開催。
同年10月20日、Twitter及びYouTubeにて所属女優である栄川乃亜が取締役に就任したことを発表。AV以外での活躍できる場所作りやアシスト、引退後のセカンドライフなど、女優目線でよりよく働ける事務所作りをしていくことを明らかにした。社内相談会なども定期的に開くとしている。
同年12月には初の主催音楽ライブ『LIFE FES – No LIFE No LIFE』を東京・池袋で開催。
2023年1月6日株式会社LPHに商号変更。対外的なブランド名称はライフプロモーションを継続する。
同年12月1日、東京・池袋LiveinnROSAで音楽ライブ『LIFE FES 2023』を主催。

## 主な所属モデル
- 桃乃木かな[13]
- 栄川乃亜
- 根尾あかり
- もなみ鈴
- 竹内有紀
- 花音うらら
- 二葉エマ
- 生田みく
- 谷花紗耶
- 宇野莉緒
- 桃菜あこ
- 丹羽すみれ
- 花狩まい
- 瀬田一花
- 南畑颯花
- 富岡ありさ
- 美山瑠璃
- 恋渕ももな
- 庵ひめか
- 楓カレン
- 白川みなみ
- 姫野らん[14]
- 泉田栞
- 五日市芽依
- 花鳥斗架

## 過去に所属していたモデル
- 尾野真知子
- 平原みなみ
- 山手栞
- 京野結衣[15]
- このは
- 小野麻里亜
- 本澤朋美
- 大橋ひとみ
- 瀬乃ゆいか
- 神河美音
- 星野あいか
- 美堂かなえ
- 関根奈美
- 青山希愛
- 三田杏[16]
- きみの雫
- 霧島さくら
- 藤川菜緒
- 七海ひな
- 八百原百花
- 並木塔子
- 明望萌衣
- 桃菜あこ
- 中谷りさ
- 櫻井なぎ
- 関川咲苗
- 相川葉菜
- 七瀬アリス
- 萌木こはる
- 志木あかね
- 天音めあ
- 小倉七海
- 詩音乃らん
- 古賀裕子[17]